# 江紹杰
江绍杰（1877年—1932年）字汉珊，号季英，一号梦蘅，安徽宁国府旌德人。 清末民初政治人物。

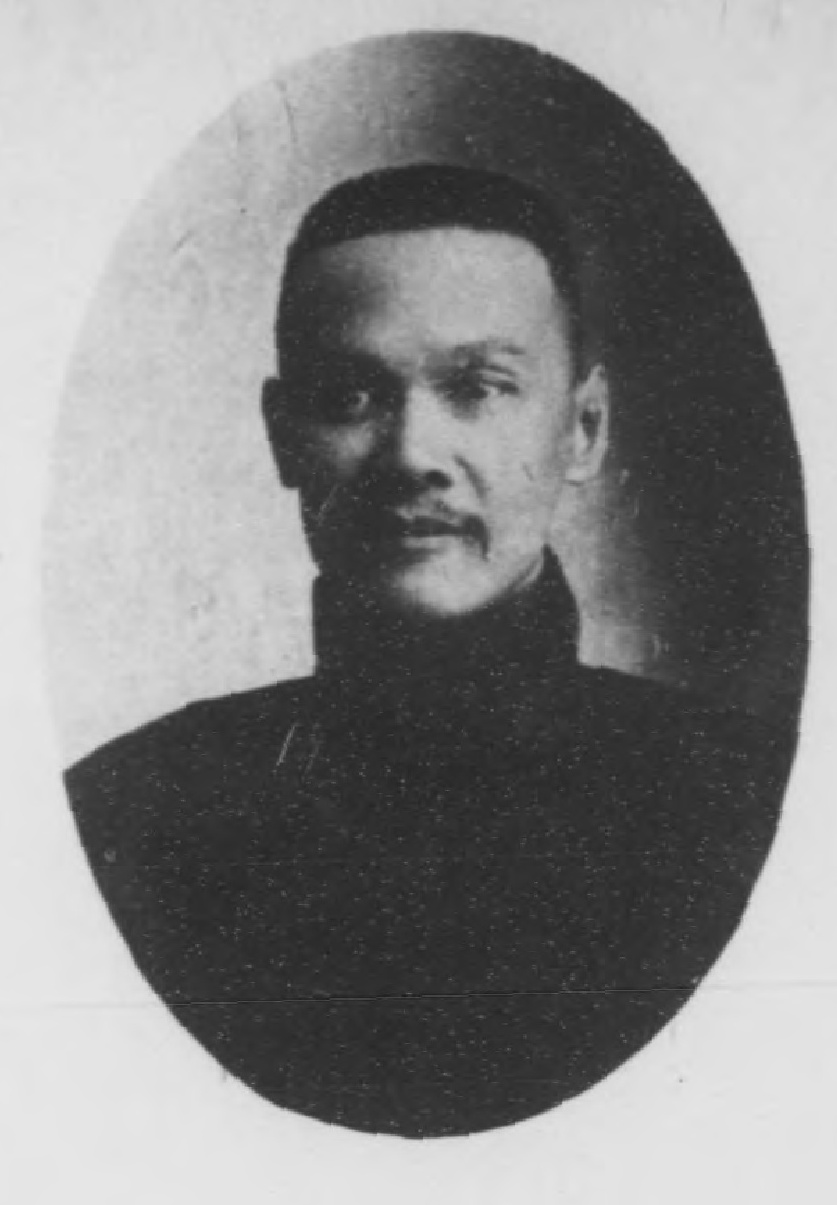
江紹杰的個人近照

## 生平
江绍杰是清朝光绪三十年（1904年）甲辰科进士。毕业于日本法政大学。历任吏部学治馆教习，京师高等审判厅推事，江苏高等检察厅检察长，苏州府知府。
中华民国成立后，他历任江苏苏州民政长，江苏高等审判厅厅长，政治会议议员，参议院议员。1914年任肃政厅肃政史。1925年3月至7月，任安徽芜湖道道尹。同年10月，调任安徽安庆道道尹，1927年去职。

## 家族
二十九世伯祖江漢，明成化壬辰进士；三十世伯祖江文敏，明弘治乙丑进士。
堂伯高高祖江銘，乾隆乙未进士；堂伯祖江光，道光己丑进士、江泰來，道光乙未进士、江鸿，咸丰己未进士、江璧，同治乙丑进士、江畇，光绪丁丑进士；堂伯江希曾，江德宣光绪丙戌同榜进士、江志伊，光绪戊戌进士；堂兄江延傑，咸丰己未进士、江聯蓉，光绪丙戌进士。